# Wim Arras
Wim Arras (Lier, 7 febbraio 1964) è un ex ciclista su strada belga, professionista dal 1986 al 1990 e vincitore della Parigi-Bruxelles 1987.

## Carriera
Passato professionista nel 1986, grazie alle sue doti da velocista riuscì ad aggiudicarsi delle corse già ad inizio carriera; furono una ventina le sue vittorie complessive tra i professionisti, delle quali la più prestigiosa fu la Parigi-Bruxelles del 1987. Nel 1990 fu costretto al ritiro in seguito ad un incidente motociclistico.

## Palmarès
- 1986 (PDM, cinque vittorie)

1ª tappa Vuelta a Andalucía (La Línea de la Concepción > Siviglia)
1ª tappa Postgirot Open
5ª tappa Postgirot Open (Karlskrona > Kalmar)
2ª tappa Giro dei Paesi Bassi (Assen > Schagen)
2ª tappa, 1ª semitappa Volta Ciclista a Catalunya (Barcellona > Valls)
- 1987 (PDM, sei vittorie)

8ª tappa Vuelta a Lloret de Mar
Ronde van Limburg
1ª tappa, 2ª semitappa Setmana Catalana (Parets del Vallès > Gerona)
3ª tappa Setmana Catalana (Organyà > Lleida)
Grote Prijs Wieler Revue
Parigi-Bruxelles
- 1988 (PDM, una vittoria/Lotto, tre vittorie)

3ª tappa, 1ª semitappa Tour de l'Oise
3ª tappa Parigi-Bourges (Parigi > Bourges)
1ª tappa Giro dei Paesi Bassi (Groninga > Almelo)
2ª tappa Giro dei Paesi Bassi (Almelo > Huizen)
- 1989 (Lotto, quattro vittorie)

2ª tappa Étoile de Bessèges (Sète > Sète)
2ª tappa Quatre Jours de Dunkerque (Berck > Armentières)
6ª tappa, 2ª semitappa Quatre Jours de Dunkerque (Dunkerque > Dunkerque)
2ª tappa Tour d'Armorique (Landerneau > Pontivy)

### Altri successi
- 1986 (PDM)

Criterium di Sleidinge
Memorial Fred De Bruyne - Berlare (criterium)
- 1987 (PDM)

Ronde van Made (criterium)
Profronde van Maastricht (criterium)
- 1988 (PDM/Lotto)

Profronde van Almelo (criterium)
Criterium di Oostkamp
- 1989 (Lotto)

Cent Km de Montréal (criterium)
Grand Prix de l'UCB (criterium)

## Piazzamenti

### Grandi Giri
- Tour de France

1986: non partito (3ª tappa)
- Vuelta a España

1986: non partito (8ª tappa)
1987: non partito